# Johan Ekedahl
Karl Johan Vilhelm Ekedahl, född 27 juni 1862 i Harstads socken, Östergötlands län, död 1 november 1944 i Mjölby, Östergötlands län, var en svensk präst i Björkebergs församling och Väderstads församling.

## Biografi
Johan Ekedahl föddes 27 juni 1862 i Väderstads socken. Han var son till smedmästaren Karl Anders Ekedahl och Matilda Vilhelmina Granath. Ekedahl blev 1883 student vid Uppsala universitet, Uppsala. Han tog 30 januari 1885 teologisk-filosofisk examen, 31 maj 1887 teoretisk teologisk examen och 14 december 1887 praktisk teologisk examen. Ekedahl prästvigdes 19 januari 1888 och blev 9 november 1889 komminister i Ledbergs församling, tillträde 1890. Han blev 28 juni 1901 kyrkoherde (fjärde provpredikant) i Björkebergs församling, tillträdde 1902. Den1 maj 1904 blev han kontraktsprost i Gullbergs och Bobergs kontrakt fram till 1913. Ekedahl blev 11 oktober 1912 kyrkoherde i Väderstads församling, tillträde 1913 och 1 maj 1927 kontraktsprost i Göstrings kontrakt. Han blev 1925 ledamot av Vasaorden och 1 maj 1934 emeritus. Ekedahl avled 1944 i Mjölby.

### Familj
Ekedahl gifte sig 29 juli 1891 med Katarina Lovisa Elisabeth Thordson (1802–1923). Hon var dotter till komministern Karl Johan Thordson och Lovisa Odqvist. De fick tillsammans barnen Lisa Ingeborg Maria (född 1892), Eva Dagmar Ingegerd (1894–1895), Inger Margit Vilhelmina (född 1896), Elsa Birgit Ingegerd (född 1898), Agda Torborg Irene (född 1900) och Erik Sten Wilhelm (född 1903).